# Aphanodactylus edmondsoni
Aphanodactylus edmondsoni is een krabbensoort uit de familie van de Aphanodactylidae. De wetenschappelijke naam van de soort is voor het eerst geldig gepubliceerd in 1932 door Rathbun.